# Township 6 (Arkansas)
Le township 6 est l'un des treize townships du comté de Benton, en Arkansas, aux États-Unis.